# Trestia (okręg Hunedoara)
Trestia – wieś w Rumunii, w okręgu Hunedoara, w gminie Băița. W 2011 roku liczyła 298 mieszkańców.